# Креацианизм
Это статья о происхождении души, верования о сотворении мира описаны в статье креационизм
Креациани́зм (лат. creatio «сотворение» + anima «душа») — древнегреческое учение в христианстве о том, что Бог создаёт душу человека из ничего в момент рождения или зачатия.
А. Неуступов сформулировал также распространённый христианский взгляд на зарождение человека — душа даётся младенцу в середине беременности матери, когда та начинает чувствовать признаки новой жизни внутри себя.

## Традуцианизм
Противопоставяется традуционизму, согласно которому считается, что после сотворения человека шестого дня Бог не создаёт новых душ, а душа детям достаётся от родителей: от отца в момент зачатия или, как говорит Тертуллианом в трактате «О душе», — что душа ребёнка получается от взаимодействия душ родителей так же, как тело ребёнка создаётся взаимодействием тел родителей.
Поддерживается в иудаизме и неотомистами. Аргумент в пользу традуцианизма — что создание одной единственной души ex nihilo так же сложно как и создание всего мира.